# Oberes Schloss (Opole)

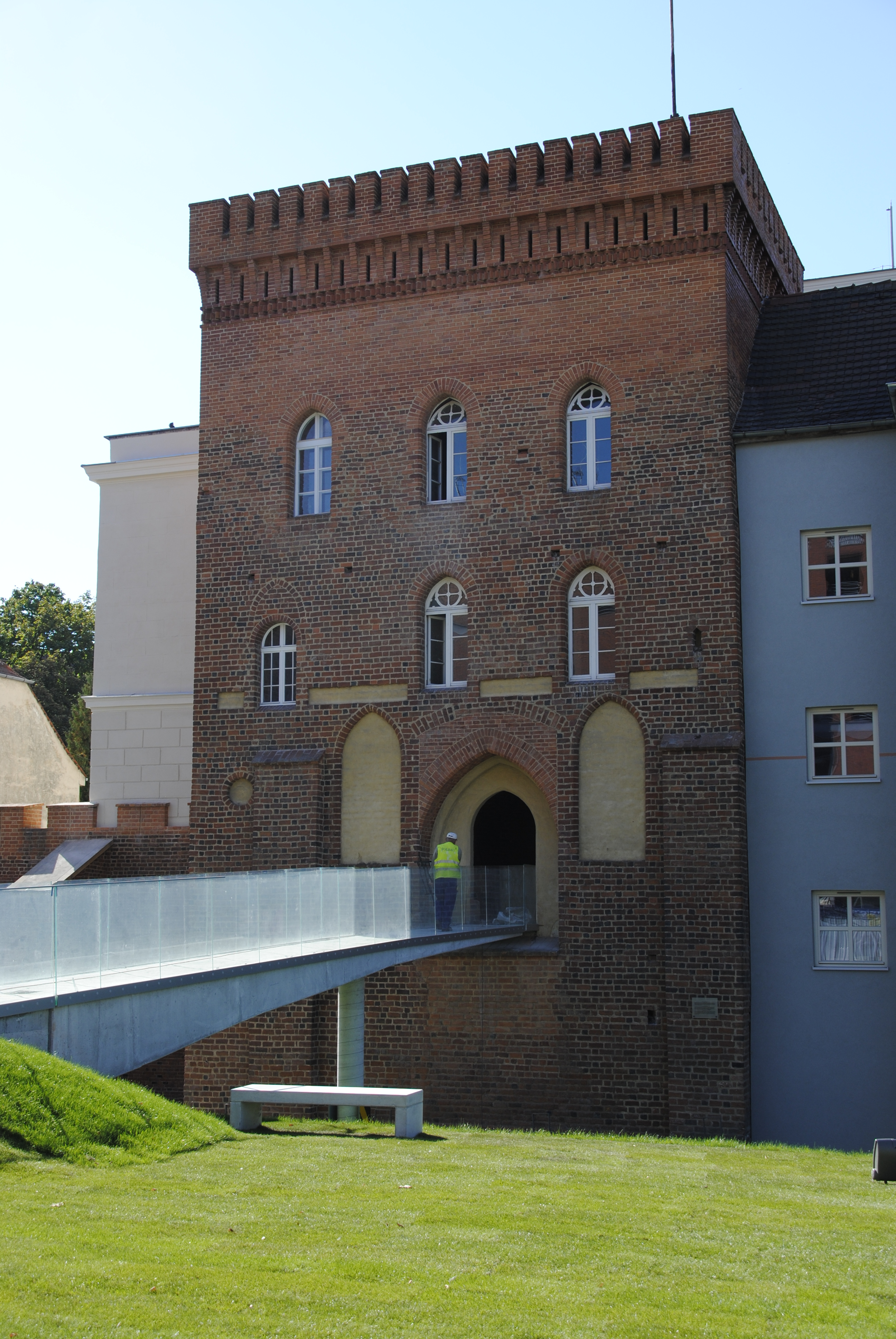
Der erhaltene Turm nach der Umgestaltung (2018)

Das Obere Schloss ist ein ehemaliges Schloss in der Stadt Opole (dt. Oppeln) in Polen.

## Geschichte

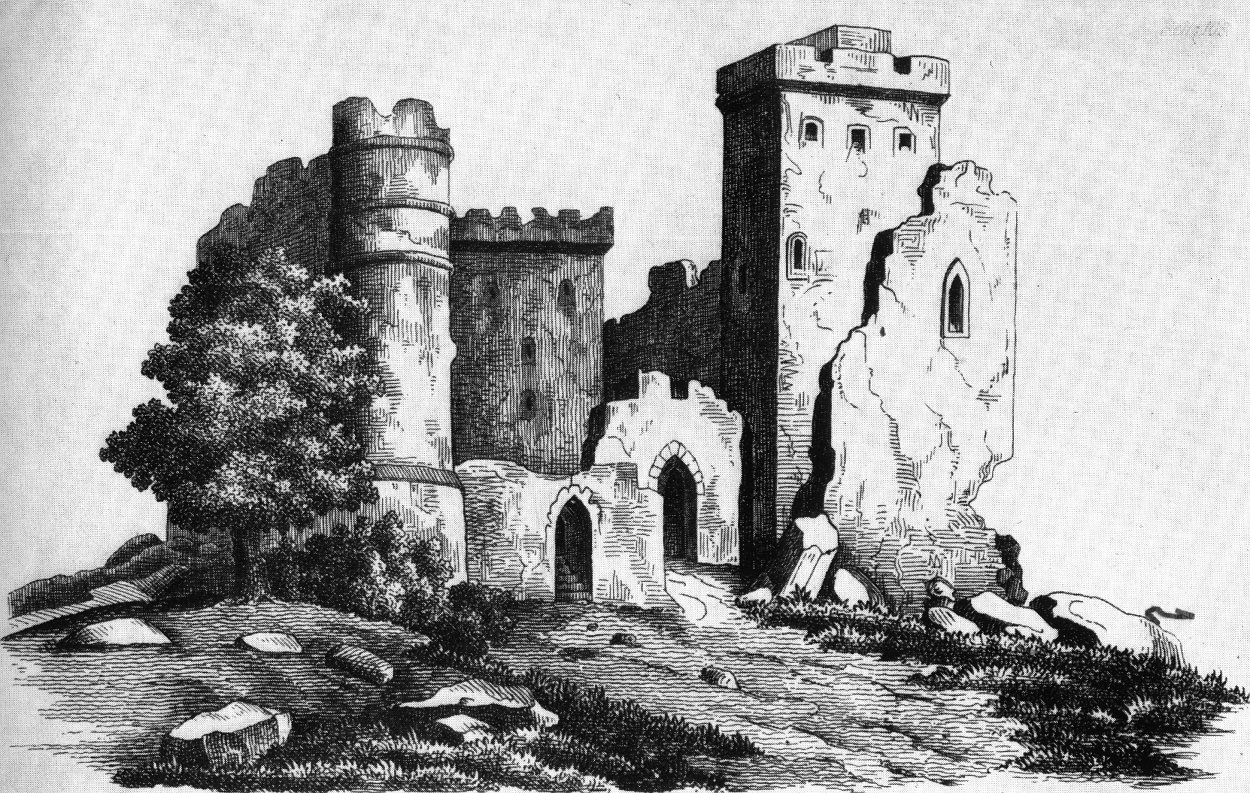
Die Ruine des Schlosses – Holzschnitt aus dem 18. Jahrhundert

Das um 1380 auf dem Kalkberg erbaute Schloss wurde vermutlich vom Oppelner Herzog Johann I. von Oppeln errichtet. Es stand in der Nähe des Goslawitzer Tors und war ein Teil der Befestigungsanlagen.
1615 wurde es beim großen Stadtbrand schwer zerstört. Die Reste des Schlossgebäudes wurden 1637 abgetragen und größtenteils zum Aufbau der Stadt verwendet. Erhalten hat sich lediglich der quadratische Turm vom Ende des 14. Jahrhunderts, der als Getreidespeicher verwendet wurde.
Mitte des 19. Jahrhunderts wurde der Turm um ein Stockwerk erhöht und mit neugotischen Zinnen verziert. 1898 wurde er dem neu errichteten Gymnasiumsgebäude des Königlichen katholischen Gymnasiums hinzufügt und für Schulzwecke genutzt. Vor dem Turm wurde in den 1960er Jahren das von Joanna Domaszewska geschaffene Denkmal für Józef Lompa aufgestellt. 2007 wurde es vor die Kasprowicz-Schule an der Ul. Osmanczyka verlegt.
Im Oktober 2017 begannen die Arbeiten zum Umbau und zur Revitalisierung des Areals rund um den quadratischen erhaltenen Turm. Planungen sehen vor, die davorliegende Grünfläche attraktiver zu gestalten und den Turm sichtbarer im Stadtbild zu machen. Die vorhandenen Laubbäume wurden im Herbst 2017 gefällt. Im April 2018 kam es zu einem Baustopp an der Baustelle. Bei Grabungen wurden Reste der mittelalterlichen Stadtbefestigung entdeckt. Diese mussten daraufhin zunächst gesichert werden. Aufgrund des strikten Zeitplans wurde von Seiten der Stadt beschlossen, die Mauerreste wieder zu begraben. Diese wurden derart präpariert, dass in Zukunft ein Offenlegen und eine museale Besichtigung möglich wäre. Der Turm wurde im Zuge der Revitalisierungsarbeiten von außen saniert und erhielt durch eine Brücke mit Glasbalustraden einen direkten Zugang zum Kopernikus-Platz. Insgesamt kostete das Projekt knapp fünf Millionen Złoty. Ende Oktober 2018 wurden die Bauarbeiten fertiggestellt. Gleichzeitig wurde der erhaltene Turm des Oberen Schlosses saniert. Im November 2018 wurden die Arbeiten fertiggestellt und kosteten knapp 5,3 Millionen Złoty. Hierbei wurde im Inneren des Schlosses eine Dauerausstellung zur Geschichte des Schlosses eröffnet.